# Ustrzyki Dolne
Ustrzyki Dolne (udtale: [usˈtʂɨkʲi ˈdɔlnɛ]; yiddish: Istrik, ukrainsk: Устри́ки-Долі́шні, romaniseret: Ustrýky-Dolíshni)  er en by i den sydøstlige  del af  Voivodskabet Nedrekarpater i det sydøstlige Polen. Ustrzyki Dolne har 8.717(2021) indbyggere og et areal på 16,79 km².  Den er en del af   powiatet (amt) Bieszczady.

## Historie
Ustrzyki har eksisteret siden det 15. århundrede og modtog sit bycharter omkring 1727. Under Polens første deling blev det i 1772 en del af Habsburg-monarkiet, hvor det forblev indtil 1918. Efter Østrig-Ungarns nederlag blev  Ustrzyki  en del af det nyligt uafhængige Polen. Der begyndte en stor vækst i Ustrzyki-økonomien  i det 19. århundrede, da en jernbaneforbindelse til Przemyśl og Sanok blev bygget i 1872, og udnyttelsen af lokale oliefelter begyndte. Den vaar midlertidigt i USSR efter Wisła-Oder-offensiven i 1944-45 blev det en del af efterkrigstidens Polen efter den polsk-sovjetiske territoriale udveksling (de) i 1951.

## Galleri
- Ustrzyki set fra Gromadzyń
- Skilift Station ved Laworta
- Græsk-katolsk kirke i  Ustrzyki Dolne